# فرحة (حمص)
فرحة قرية في ناحية الفرقلس التابعة لمنطقة حمص في محافظة حمص في سورية.